# WebPositive
WebPositive (también llamado Web+) es el navegador web gráfico incluido como parte del sistema operativo Haiku desde la versión R1 / Alpha 2. Fue creado para reemplazar a BeZillaBrowser (un port de Firefox 2) con un navegador nativo basado en WebKit.
Actualmente, hay soporte para la mayoría de las funciones de HTML5, incluyendo mientras que el soporte de geolocalización aún se está trabajando. [3] WebPositive no admite actualmente ningún tipo de complementos, aunque el desarrollador Stephan Aßmus ha sugerido que puede buscar soporte para complementos en el futuro.

## Origen
Una parte de su nombre es tomado del simple NetPositive original de BeOS, mientras que el otro apunta a su base moderna: WebKit, la biblioteca de código HTML de código abierto en el corazón de muchos otros navegadores principales, como Safari de Apple. Al utilizar WebKit como su motor, WebPositive puede mantenerse al día con las últimas tecnologías web.

## Historia
En el Google Summer of Code 2009, Maxime Simon, instruido por Ryan Leavengood, recibió el encargo de trabajar en un puerto WebKit . para Haiku , iniciado por el trabajo que Leavengood había realizado para obtener una recompensa en el sitio web de Haikuware. Esto llevó al desarrollo del navegador prototipo llamado HaikuLauncher, que demostró la funcionalidad del motor de renderizado WebKit pero hizo poco más.
En febrero de 2010, Stephan Aßmus asumió la tarea de mejorar el navegador web HaikuLauncher para hacerlo más útil.  Esto llevó a muchos lanzamientos previos antes de que una versión relativamente estable (r488) se integrara en Haiku R1 / Alpha 2. En ese mismo año, Ryan Leavengood asumió el cargo de desarrollador principal de WebPositive.  
Las versiones anteriores de WebPositive utilizaban los servicios de cURL pero eran lentos y tenían muchos otros errores, uno de los mayores errores era que las cookies se sobrecargaban a veces. Quedó claro que cURL no podía usarse en WebPositive. Fue entonces cuando Adrien Destugues, o PulkoMandy, recibió un contrato en octubre de 2013 para trabajar en WebPositive para que pudiera solucionar los errores. Esto llevó a Destugues a convertirse en el desarrollador líder de WebPositive y HaikuWebKit. Destugues reemplazó a cURL con el Kit de Servicio de Haiku en el núcleo de la aplicación, que fue trabajado anteriormente por Stephan Aßmus y Christophe Huriaux en Google Summer of Code 2010, y Alexandre Deckner en 2011. Destugues también ha hecho grandes mejoras en el soporte HTML5 de WebPositive en WebKit, como la implementación de soporte para datalists y entrada de color. El trabajo constante de Destugues en HaikuWebKit y WebPositive da como resultado un WebPositive más rápido con menos errores.